# Negotinska Krajina
Pour les articles homonymes, voir Krajina.

La Negotinska Krajina ou Krajina de Negotin (en serbe cyrillique : Неготинска Крајина) est une région située au nord-est de la Serbie. Elle constitue un sous-ensemble de la région de la Timočka Krajina. Elle doit son nom à la ville de Negotin qui en est le centre historique.

## Géographie

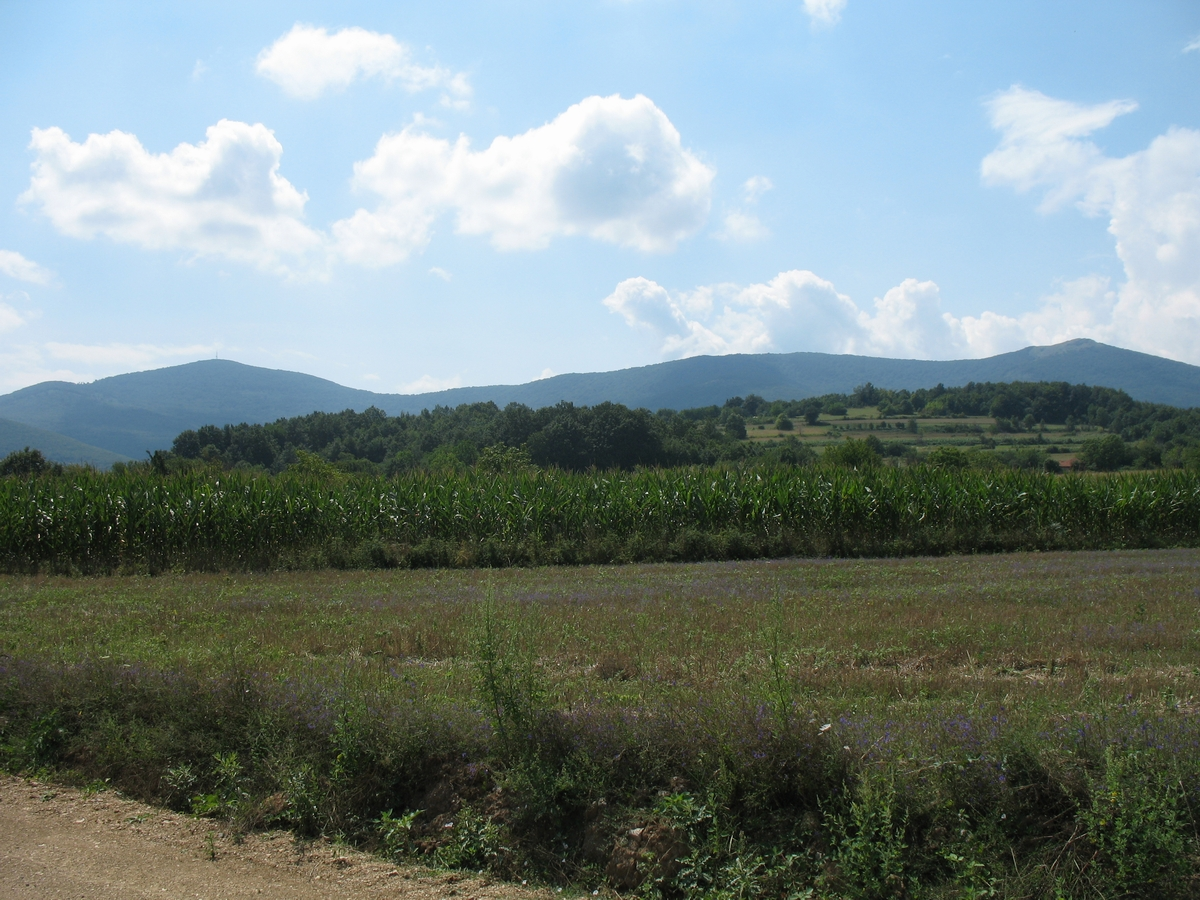
Le mont Deli Jovan, près de Negotin

La Negotinska Krajina est située entre le Danube, frontière entre la Roumanie et la Serbie, la frontière entre la Bulgarie et la Serbie, les monts Deli Jovan et Veliki Greben et la rivière Vratnjanska reka. En partie située à proximité des Carpates serbes, son altitude est la plus basse de la Serbie, soit 28 m à l'embouchure du Timok et du Danube.

## Localités
Les localités les plus importantes de la région de la Negotinska Krajina sont Negotin et Jabukovac.

## Économie

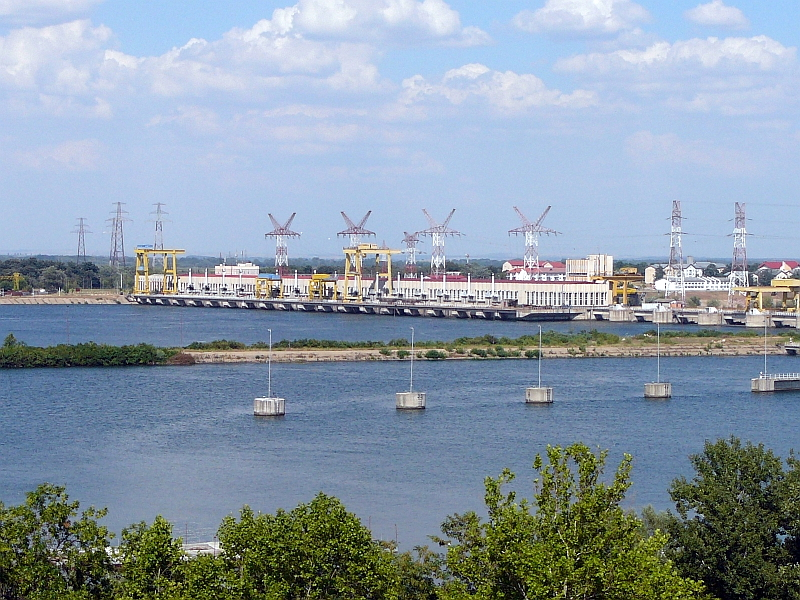
Le barrage de Đerdap 2

La région est constituée d'une plaine fertile, propice à l'agriculture et, notamment, à la production de fruits et à la culture de la vigne tandis que les montagnes voisines sont propices à l'élevage. L'industrie chimique s'est développée à Prahovo, avec la production d'engrais artificiels. Sur le Danube, à proximité de Kusjak, le barrage hydroélectrique de Đerdap 2 est une réalisation commune avec la Roumanie. L'industrie et le commerce sont particulièrement développés à Negotin, la capitale historique de la région.

## Culture et tourisme
La région conserve des vestiges historiques et offre des ressources naturelles propices au développement du tourisme.